# Hilario Zapata
Hilario Zapata (* 19. August 1958 in Panama-Stadt, Panama) ist ein ehemaliger panamaischer Boxer im Halbfliegen- und Fliegengewicht.

## Profikarriere
Im Jahre 1977 begann er erfolgreich seine Profikarriere. Am 24. März 1980 boxte er im Halbfliegengewicht gegen Shigeo Nakajima um die WBC-Weltmeisterschaft und gewann durch einstimmige Punktrichterentscheidung. Diesen Gürtel verteidigte er insgesamt acht Mal und verlor ihn am 6. Februar 1982 an Amado Ursua durch klassischen K. o. in der 2. Runde. 
Schon in seinem nächsten Kampf holte sich Zapata diesen Titel zurück, als er Tadashi Tomori nach Punkten besiegte. Dieses Mal konnte er den Titel allerdings nur zweimal verteidigen und verlor ihn an Jung-Koo Chang bereits im darauffolgenden Jahr.
Im Fliegengewicht erkämpfte Zapata mit einem einstimmigen Punktsieg über Alonzo Gonzalez am 5. Oktober 1985 den vakanten WBA-Weltmeisterschaftsgürtel und verteidigte diesen fünf Mal hintereinander. Im Februar 1987 verlor er ihn an Fidel Bassa durch einstimmigen Beschluss.
Im Jahre 1993 beendete er seine Karriere.